# Savate no World Combat Games de 2013
A disputa do Savate no World Combat Games de St. Petersburg-2013 se deu na Arena 2 do Yubileiny Sports Complex, nos dias 20, 21 e 22 de Outubro de 2013.
Foi a primeira vez que a modalidade fez parte do World Combat Games. Nos Jogos Olímpicos de Paris-1924, este esporte participou como esporte de demonstração.
O embaixador desta modalidade foi o francês Gilles Le Duigou, Vice-Presidente da Federação Internacional de Savate (FISav), e ex-campeão europeu.

## Quadro de Medalhas
Legenda:
| Ordem | País     | Medalha de ouro | Medalha de prata | Medalha de bronze | Total |
| ----- | -------- | --------------- | ---------------- | ----------------- | ----- |
| 1     | França   | 2               | 1                | 0                 | 3     |
| 2     | Sérvia   | 1               | 0                | 0                 | 1     |
| 3     | Itália   | 0               | 1                | 1                 | 2     |
| 4     | Hungria  | 0               | 1                | 0                 | 1     |
| 5     | Canadá   | 0               | 0                | 3                 | 3     |
| 6     | Alemanha | 0               | 0                | 1                 | 1     |
| 6     | Marrocos | 0               | 0                | 1                 | 1     |
| Total | Total    | 3               | 3                | 6                 | 12    |

## Medalhistas

### Masculino
| Evento          | Ouro                                | Prata                       | Bronze                       |
| --------------- | ----------------------------------- | --------------------------- | ---------------------------- |
| Canne de Combat | Benjamin Laurent Olivier Latt (FRA) | Peter Kristof Nyilasy (HUN) | Mathieu Paquette (CAN)       |
| Canne de Combat | Benjamin Laurent Olivier Latt (FRA) | Peter Kristof Nyilasy (HUN) | Thomas Horstmeyer (GER)      |
| Combat 60 kg    | Jonathan Bonnet (FRA)               | Victor Slavinskyi (UKR)     | Liang Yang (CHN)             |
| Combat 60 kg    | Jonathan Bonnet (FRA)               | Victor Slavinskyi (UKR)     | Predrag Simunec (CRO)        |
| Combat 65 kg    | Laurent Crescence (FRA)             | Boris Joevin Essere (CGO)   | Alexandru Nita (ROU)         |
| Combat 65 kg    | Laurent Crescence (FRA)             | Boris Joevin Essere (CGO)   | Ruslan Abdinov (RUS)         |
| Combat 70 kg    | Georgy Fernante (FRA)               | Goran Borovic (CRO)         | Georgy Shavdatuashvili (RUS) |
| Combat 70 kg    | Georgy Fernante (FRA)               | Goran Borovic (CRO)         | Damjan Markovic (SRB)        |
| Combat 75 kg    | Tony Ancelin (FRA)                  | Teddy Aoue Alongo (CGO)     | Mohsen Farzi (IRI)           |
| Combat 75 kg    | Tony Ancelin (FRA)                  | Teddy Aoue Alongo (CGO)     | Luca Sacco (ITA)             |
| Combat 80 kg    | Damir Plantic (CRO)                 | Ljubomir Cestic (SRB)       | Alexander Sidorkin (RUS)     |
| Combat 80 kg    | Damir Plantic (CRO)                 | Ljubomir Cestic (SRB)       | Iurii Zubchuk (UKR)          |
| Combat 90 kg    | Alexey Sachivko (RUS)               | Romain Falendry (FRA)       | Josip Gruic (CRO)            |
| Combat 90 kg    | Alexey Sachivko (RUS)               | Romain Falendry (FRA)       | Mykyta Chub (UKR)            |

### Feminino
| Evento        | Ouro                            | Prata                           | Bronze                       |
| ------------- | ------------------------------- | ------------------------------- | ---------------------------- |
| Assault 52 kg | Ivana Popadić (SRB)             | Marion Patricia Trouillet (FRA) | Marta Murru (ITA)            |
| Assault 52 kg | Ivana Popadić (SRB)             | Marion Patricia Trouillet (FRA) | Lydia Gosselin-Couture (CAN) |
| Assault 56 kg | Mathilde Christel Mignier (FRA) | Rimma Golubeva (RUS)            | Miriam D'Agostino (ITA)      |
| Assault 56 kg | Mathilde Christel Mignier (FRA) | Rimma Golubeva (RUS)            | Milica Nedeljkovic (SRB)     |
| Assault 60 kg | Sarah Tribou (FRA)              | Valentina Perini (ITA)          | Hayatte Akodad (MAR)         |
| Assault 60 kg | Sarah Tribou (FRA)              | Valentina Perini (ITA)          | Rebecca Murray (CAN)         |
| Assault 70 kg | Marlene Chantal Cieslik (FRA)   | Nina Vehar (SLO)                | Yudan Bao (CHN)              |
| Assault 70 kg | Marlene Chantal Cieslik (FRA)   | Nina Vehar (SLO)                | Teodora Manic (SRB)          |